# Paul Dummett
Paul Dummett (Newcastle upon Tyne, Inglaterra, 26 de setiembre de 1991) es un futbolista galés que juega en la posición de defensa y su equipo es el Carlisle United F. C. de la League Two.

## Clubes
| Club                      | País       | Año       |
| ------------------------- | ---------- | --------- |
| Newcastle United F. C.    | Inglaterra | 2012-2024 |
| Gateshead F. C. (cedido)  | Inglaterra | 2012      |
| St. Mirren F. C. (cedido) | Escocia    | 2012-2013 |
| Wigan Athletic F. C.      | Inglaterra | 2024-2025 |
| Carlisle United F. C.     | Inglaterra | 2025-     |

## Palmarés

### Títulos nacionales
| Título                     | Club             | País    | Año  |
| -------------------------- | ---------------- | ------- | ---- |
| Copa de la Liga de Escocia | St. Mirren F. C. | Escocia | 2013 |